# Aijā
Aijā è un singolo del gruppo musicale lettone Sudden Lights, pubblicato il 27 gennaio 2023.
È stato riconosciuto col Zelta Mikrofons alla traccia più riprodotta in streaming.

## Promozione
Il 5 gennaio 2023 è stata confermata la partecipazione dei Sudden Lights all'annuale Supernova, festival utilizzato per selezionare il rappresentante lettone all'annuale Eurovision Song Contest. Aijā, il loro brano per la competizione, è stato presentato lo stesso giorno insieme a quelli degli altri 14 partecipanti, ed è stato pubblicato in digitale il successivo 27 gennaio. Dopo aver superato la semifinale del 4 febbraio, l'11 febbraio 2023 i Sudden Lights hanno preso parte alla finale dell'evento, dove il voto combinato di pubblico e giuria li ha scelti come vincitori e rappresentanti nazionali all'Eurovision Song Contest 2023 a Liverpool. Nel maggio successivo si sono esibiti durante la prima semifinale della manifestazione europea, senza però qualificarsi per la finale.

## Tracce
Testi e musiche di Andrejs Reinis Zitmanis, Kārlis Matīss Zitmanis, Kārlis Vārtiņš e Mārtiņš Matīss Zemītis.
1. Aijā – 3:00

## Classifiche
| Classifica (2023) | Posizione massima |
| ----------------- | ----------------- |
| Lettonia          | 3                 |